# دریفت (فیلم ۲۰۱۳)
دریفت (انگلیسی: Drift) یک فیلم استرالیایی محصول سال ۲۰۱۳ که در مورد تولد صنعت موج‌سواری در دهه ۱۹۷۰ است. این فیلم در استرالیای غربی فیلمبرداری شد و توسط مورگان اونیل و بن نات کارگردانی شد. در این فیلم سم ورثینگتون، خاویر ساموئل و پولارد به ایفای نقش می‌پردازند فیلمنامه بر اساس چندین داستان واقعی از آن دوران ساخته شده‌است.

## داستان
در اواخر دهه ۱۹۶۰، دو برادر جوان در سیدنی به همراه مادرشان کت (رابین مالکوم) با دزدیدن ماشین خانواده در حالی که شریک زندگی‌اش خوابیده بود، از یک خانواده خشن فرار کردند. آنها به قصد مخفی شدن و شروعی جدید در آلبانی دوردست، استرالیای غربی، از قاره عبور می‌کنند. با رسیدن به جنوب پرث در ساحل غربی، یک استراحت عالی برای موج سواری مشاهده می‌کنند و …

## گیشه
این فیلم در اوایل سال ۲۰۱۳ در استرالیا اکران شد. در آخر هفته افتتاحیه آن ۲۶۸٫۵۷۰ دلار در باکس آفیس به دست آورد و به‌طور متوسط ۱٫۹۱۸ دلار در ۱۴۰ سالن سینما به دست آورد.

## واکنش انتقادی
گردآورنده نقد راتن تومیتوز این فیلم بر اساس ۱۹ نقد، با میانگین امتیاز ۴٫۶ از ۱۰، دارای ۳۲ درصد تاییدیه است. در متاکریتیک، فیلم بر اساس ۱۰ منتقد، میانگین وزنی امتیاز ۳۵ از ۱۰۰ را دارد که نشان‌دهنده «بررسی‌های عموماً نامطلوب» است.